# Stazione di Ichiburi
La stazione di Ichiburi (市振駅?, Ichiburi-eki) è una fermata ferroviaria della città di Itoigawa della prefettura di Niigata, in Giappone. Si tratta della stazione più a ovest della prefettura di Niigata, è gestita dalla JR West e serve la linea principale Hokuriku.
A partire dal 2015 la gestione della stazione verrà ceduta dalla JR West alla società ferroviaria Ferrovia Echigo Tokimeki, e sarà stazione di confine per i servizi della ferrovia Ainokaze Toyama provenienti dalla stazione di Toyama, entrambe a gestione territoriale, in concomitanza con l'apertura dell'estensione dello Hokuriku Shinkansen da Nagano a Kanazawa.

## Linee
JR West
■ Linea principale Hokuriku

## Struttura
La fermata è costituita da un marciapiede a isola con due binari passanti in superficie. Il fabbricato viaggiatori, contenente una piccola sala d'attesa e privo di biglietteria e distributore di biglietti è collegato alla banchina da una passerella.
| 1 | ■ Linea principale Hokuriku | per Toyama e Kanazawa  |
| 2 | ■ Linea principale Hokuriku | per Itoigawa e Naoetsu |

## Stazioni adiacenti
| 《                        | Servizio                  | 》                        |
| Linea principale Hokuriku | Linea principale Hokuriku | Linea principale Hokuriku |
| ------------------------- | ------------------------- | ------------------------- |
| Etchū-Miyazaki            | -                         | Oyashirazu                |